# Neidentificat
Neidentificat (internationaler englischsprachiger Titel Unidentified) ist ein Kriminalfilm von Bogdan George Apetri, der im Oktober 2020 beim Internationalen Filmfestival Warschau seine Premiere feierte. Neidentificat ist der zweite Teil einer Trilogie des Regisseurs.

## Handlung
Florin Iespas arbeitet als Polizist in einer kleinen Stadt im Norden Rumäniens. Sein Privatleben ist kompliziert, und er hat eine Menge Schulden. Auch wenn er angewiesen wurde, die Akte zu schließen, ermittelt er neben seiner Arbeit weiter in einem Fall, den niemanden zu interessieren scheint, ihn jedoch nicht in Ruhe lässt. Als Hauptverdächtiger gilt Bănel, ein Wachmann mit Roma-Abstammung, der aber alle Verbindungen zur Tat, zwei Hotelbrände, die zu mehreren Todesfällen führten, abstreitet.

## Produktion

### Filmstab und Einordnung in die Trilogie
Regie führte Bogdan George Apetri, der auch an der Überarbeitung des Drehbuchs von Iulian Postelnicu beteiligt war. So verlegten sie die Handlung von Focșani in die Stadt Kreuzburg an der Bistritz.
Neidentificat ist Apetris zweiter Film als Regisseur. Sein Debütfilm Periferic wurde im Jahr 2010 beim Locarno Filmfestival uraufgeführt. Gemeinsam mit Periferic und Miracol, in dem einige der Figuren aus Neidentificat zurückkehren, so der Hauptdarsteller Emanuel Pârvu, bilden der Film den zweiten Teil einer Trilogie. Der Regisseur hatte sich dazu entschieden, Neidentificat und Miracol gleichzeitig zu besetzen und auch zu drehen.

### Besetzung, Filmförderung und Dreharbeiten
Bogdan Farcaș spielt in der Hauptrolle den Polizisten Florin Iespas. In Vorbereitung auf seine Rolle hatte der aus Iași im Norden Rumänien stammende Schauspieler 11 Kilogramm an Gewicht verloren. Es ist seine erste Hauptrolle in einem rumänischen Film. Dragoș Dumitru spielt den Verdächtigen Bănel.
Neidentificat wurde vom Rumänischen Filmzentrum, Eurimages, dem Tschechischen Filmfonds, dem Nationalen Filmzentrum Lettlands, The East Company, dem Rumänischen Nationalfernsehen, Correct Media und Earlybird unterstützt.

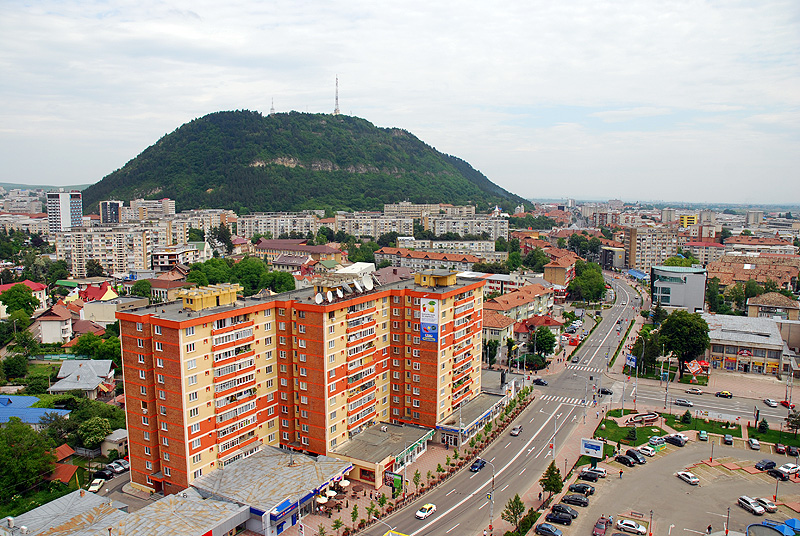
Blick auf den Dreh- und Handlungsort Kreuzburg an der Bistritz

Gedreht wurde in der rumänischen Hauptstadt Bukarest und in Kreuzburg an der Bistritz, der Geburtsstadt des Regisseurs. Als Kameramann fungierte der Moldauer Oleg Mutu, während der Regisseur auch für den Filmschnitt verantwortlich war.

### Veröffentlichung
Eine erste Vorstellung erfolgte am 12. Oktober 2020 beim Internationalen Filmfestival Warschau. Im darauffolgenden Monat wurde er beim Thessaloniki International Film Festival mit Publikumsbeteiligung gezeigt. Ende Juli 2021 wurde er beim Transilvania International Film Festival im Hauptwettbewerb vorgestellt. Anfang November 2021 wird er beim Filmfestival Cottbus gezeigt.
Miracol, der letzte Teil von Apetris Trilogie, feierte Anfang September 2021 in Venedig seine Premiere.

## Auszeichnungen
Internationales Filmfestival Warschau 2020
- Auszeichnung mit dem Special Jury Award im internationalen Wettbewerb (Bogdan Farcaș und Dragoș Dumitru)
- Auszeichnung mit dem Special Jury Award im internationalen Wettbewerb (Bogdan George Apetri)
- Nominierung für den Hauptpreis im internationalen Wettbewerb (Bogdan George Apetri)[8]

Premiilor Gopo 2022
- Auszeichnung für das Beste Drehbuch (Iulian Postelnicu und Bogdan George Apetri)
- Auszeichnung als Bester Hauptdarsteller (Bogdan Farcaș)
- Nominierung für die Beste männliche Nebenrolle (Dragoș Dumitru)
- Nominierung für den Besten Schnitt (Bogdan George Apetri)
- Nominierung für den Besten Ton (Mārtiņš Rozentals und Jiří Klenka.)[9][10]

Transilvania International Film Festival 2021
- Nominierung für die Transilvania Trophy im Hauptwettbewerb
- Auszeichnung mit dem FIPRESCI-Preis (Bogdan George Apetri)[11][12]